# اتحادیه فوتبال ایرلند شمالی
اتحادیه فوتبال ایرلندشمالی که به انگلیسی: Irish Football Association) با کوته نوشت (IFA) خوانده می‌شود که نهاد اداره‌کنندهٔ ورزش فوتبال در ایرلند شمالی است که در سال ۱۸۸۰ تأسیس شد. این اتحادیه عضوی از فدراسیون فوتبال فیفا و اتحادیه فوتبال اروپا است. مقر این اتحادیه در خیابان شماره ۲۰ ویندسور، بلفاست واقع شده‌است. این اتحادیه همچنین یک کرسی دائمی در هیئت بین‌المللی فوتبال را در اختیار دارد.

اتحادیه فوتبال ایرلندشمالی، اداره‌کننده تیم ملی فوتبال ایرلند شمالی در تمامی رده‌های سنی مردان و زنان و همچنین مسئول برگزاری جام حذفی فوتبال ایرلند شمالی نیز می‌باشد.